# Manuel Pires
Pour les articles homonymes, voir Pires.
Manuel Pires, souvent nommé Manu Pires, né le 17 décembre 1970 à Saint-Quentin dans le département de l'Aisne, est un footballeur français puis entraineur français.
Il entre au centre de formation du Lille OSC en 1986, puis rejoint en 1989 sa ville natale et intègre l'effectif de l'Olympique Saint-Quentin. En 1993 il part pour l'Amiens SC et y termine sa carrière de joueur en 1998 pour se consacrer à la formation en collaboration avec René Marsiglia.
Il occupe différents postes au sein de la formation amiénoise, dont la direction du centre de formation. Il travaille de nouveau avec René Marsiglia en 2007 à l'OGC Nice, comme entraineur des U16 et U17, puis de l'équipe B, tout en occupant le poste de directeur du centre de formation. En 2014, il quitte la Côte d'Azur pour la capitale française, et se joint au staff de l'équipe du Red Star en tant qu'entraineur adjoint pour trois saisons. Il arrive au Stade lavallois à l'été 2017, en tant qu'entraineur adjoint, et reprend la direction de l'équipe en tant qu'entraineur principal à la suite du départ de Jean-Marc Nobilo en décembre 2017. À partir de 2015 il commente régulièrement les matchs de la Liga Nos du championnat portugais sur les chaines SFR Sports et RMC Sport. Il a notamment commenté les matchs du Portugal lors de la Coupe des Confédérations en juin 2017. Le 20 juin 2018 Manuel Pires est nommé directeur de la formation de l'AS Monaco. Le club Monégasque et Manu Pires mettent fin à leur collaboration en avril 2019. En septembre 2019, Manu Pires est de retour à l'OGC Nice, il est chargé de la direction de la formation.

## Biographie

### Carrière de joueur

#### Lille OSC (1986-1989)
Manuel Pires fait ses débuts dans sa ville de Gauchy, à l'Entente Gauchy-Grugies-Biette Football, des poussins jusqu'aux cadets nationaux. En cadets nationaux il est repéré par des recruteurs lillois, et admis au centre de formation du LOSC durant trois ans. Les deux premières années, il évolue en cadets nationaux (U17 nationaux aujourd'hui) et la dernière année, il commence en équipe C puis finit la saison en équipe B. La dernière année, il entraine le mercredi après-midi une équipe de poussins du LOSC (ce sont ses premiers pas en tant qu'éducateur).

#### Olympique Saint Quentin (1989-1993)
Il arrive à Saint-Quentin en 1989, au poste de latéral droit. L'OSQ est alors en troisième division du groupe Nord. Le club termine champion et accède pour la première fois de son histoire en deuxième division. Il dispute son premier match professionnel, contre le Angers SCO au stade Paul Debresie. Il dispute un 32ème de finale contre l'AJ Auxerre de Guy Roux, perdu 2-0. Il porte le brassard de capitaine durant les saisons suivantes jusqu'à son départ du club, à l'issue de la saison 1993. Il a disputé près de 130 matchs dont plus de 60 en deuxième division.

#### Amiens SC (1993-1998)
Manu Pires s'engage en 1993 pour une saison en faveur de l'Amiens SC, alors en National. Au cours du premier match de la saison contre le Paris FC, au stade Moulonguet, il se blesse gravement dès les premières minutes : rupture des ligaments croisés du genou gauche. Blessé jusqu'à la fin de la saison, le club lui propose une prolongation d'une année supplémentaire. En 1995 il signe son premier contrat professionnel. Il reste au club cinq saisons en tant que joueur et met un terme à sa carrière en 1998 après avoir disputé plus d'une centaine de matchs en professionnel. Au cours de sa dernière saison, il obtient le D.E.F., diplôme d'entraineur de football. Il envisage alors une nouvelle carrière dans la formation des jeunes footballeurs.

### Carrière d'entraineur

#### Amiens SC (1998-2007)
A la demande de René Marsiglia, alors à la tête de la formation à l'Amiens SC, Manu Pires accepte de prendre en charge les 17 ans nationaux. Il reste à la formation du club amiénois pendant plusieurs saisons. En outre il continue de se perfectionner et obtient un nouveau diplôme, le certificat de formateur (CFF), en mars 2002, ce qui l'autorise à encadrer un centre de formation de club professionnel. Il s'occupe également des 18 nationaux, de l'équipe réserve, devient aussi le directeur de la formation amiénoise. En mai 2005, à Avion, il dirige les 18 ans nationaux lors de la demi-finale de la Coupe Gambardella opposant Amiens à Toulouse. Ses joueurs s'inclinent après prolongation, aux tirs au but 4-2 (0-0). Sous sa direction, il a formé de nombreux joueurs, Hérita Ilunga , Cyrille Merville, Damien Perrinelle, Aurélien Collin, Grégory Dufrennes, Paul Delecroix, Moussa Sow, Issiar Dia, Bakaye Traoré, Steven Nzonzi, Jimmy Roye,  Abdoulaye Baldé. Il quitte le club en 2007, après quatorze saisons, en dirigeant son dernier match de l'équipe réserve au stade Moulonguet.

#### OGC Nice (2007-2014)
A l'été 2007, Manu Pires est appelé  à l'OGC Nice par René Marsiglia, alors responsable de la formation niçoise. Il lui propose de prendre en charge les 16 ans nationaux durant trois saisons. En 2010 et jusqu'en 2012, il dirige les 17 ans nationaux et prend la succession de René Marsiglia (qui prend les commandes de l'équipe professionnelle) au poste de directeur de la formation. Il prône une formation inspirée de la philosophie barcelonaise. La formation niçoise finit régulièrement en tête des classements, comme en 2012 où les U17 nationaux sont champions du groupe D. Après deux finales ratées en 1981 et 2002, c'est la consécration au stade de France. Les U19 nationaux, emmenés par Guy Mengual remportent en 2012, pour la première fois dans l'histoire du Gym, la prestigieuse Coupe Gambardella en s'imposant face à Saint-Étienne 1-2. La formation niçoise est alors reconnue et se classe parmi l'élite de la formation française. De nombreux jeunes joueurs émergent sous sa direction, Stéphane Bahoken, Jordan Amavi, Alexy Bosetti (qui rejoint Manu Pires au Stade lavallois en 2017), Lucas Rougeaux, Neal Maupay, Vincent Koziello, Alexandre Mendy, Yoan Cardinale, Mouez Hassen, Franck Honorat,  Albert Rafetraniaina, Patrick Burner. Beaucoup deviendront professionnels sous sa direction. En 2012, Manu Pires prend en charge l'équipe réserve, avec pour entraineur adjoint, Jean-Philippe Mattio, un pur produit de l' OGC Nice et joueur emblématique dans l'équipe du siècle du Gym. L'équipe réserve est en CFA2 et termine en tête du championnat du groupe Sud accédant ainsi en CFA. En 2014, un an avant le terme de son contrat, le club et Manu Pires se séparent à l'amiable. En septembre 2019, Manu Pires est de retour à la tête de la formation de l'OGC Nice et de son équipe réserve.

#### Red Star FC (2014-2017)
Manu Pires rejoint l'encadrement du Red Star FC en 2014 en tant qu'entraineur adjoint pour une saison. Il s'inscrit parfaitement dans le projet du club, qui est de remonter en Ligue 2. L'année de son arrivée, le Red Star est champion de National retrouvant ainsi la Ligue 2. La saison suivante, le club engage un nouvel entraineur, Rui Almeida, un technicien portugais. Manu Pires reste entraineur adjoint et l'épaule dans sa mission. En décembre 2016, après un mauvais début de saison, Rui Almeida est démis de ses fonctions. Manu Pires assure l'intérim, mais n'ayant pas encore le diplôme requis, le club engage Claude Robin pour tenter de sauver ensemble le club de la relégation. Le Red Star ne reconduit pas Manu Pires dans ses fonctions et il rejoint le Stade lavallois qui vient d'être relégué en National.

#### Stade lavallois (2017-2018)
Manu Pires rejoint le staff du Stade lavallois pour seconder Jean-Marc Nobilo, qui vient lui aussi d'intégrer le club. Les deux hommes se sont déjà côtoyés lors de leurs expériences respectives dans la formation des jeunes. La direction du Stade lavallois accepte d'engager Manu Pires tout en lui permettant de poursuivre sa formation du BEPF débutée en mai 2017. Le club a pour ambition de remonter très vite en ligue 2. À la suite du départ de Jean-Marc Nobilo en décembre 2017, Manu Pires est nommé entraineur principal de l'équipe professionnelle. En mai 2018 il obtient le brevet d'entraîneur professionnel de football (BEPF), plus haut diplôme d'entraîneur français. Le 7 juin 2018 le Stade lavallois annonce que Manuel Pires a fait le choix de quitter le club.

## Parcours d'entraîneur
- Amiens SC (2002-2007) : directeur du centre de formation

- OGC Nice (2010-2014) : directeur du centre de formation

- AS Monaco (2018) : directeur de l'Academy

- OGC Nice (2019-2024) : directeur du centre de formation

## Palmarès

### Joueur
Champion de D3 avec l'Olympique Saint-Quentin en 1989-1990.

### Entraîneur
- 2005 : demi-finaliste Coupe Gambardella avec Amiens SC (entraîneur).
- 2012 : vainqueur Coupe Gambardella OGC Nice (directeur de la formation).
- 2012 : champion du groupe D des U17 nationaux avec l'OGC Nice (entraîneur).
- 2013 : champion du groupe Sud de CFA 2 avec l'équipe réserve de l'OGC Nice (entraîneur).
- 2015 : champion de National avec le Red Star FC (entraîneur adjoint).